# Carl Toldt (Zoologe)
Carl (auch: Karl) Toldt (jr.) (* 7. Januar 1875 in Wien; † 21. Januar 1961 ebenda) war ein österreichischer Zoologe.

## Leben
Toldts Vater war der gleichnamige Professor für Anatomie an der Universität Wien, Carl Toldt sr. Carl Toldt jr. studierte in Wien Zoologie, Geologie, Botanik, Chemie, Philosophie und theoretische Medizin. 1899 wurde er zum Dr. phil. promoviert und begann anschließend als Volontär am k.k. naturhistorischen Hofmuseum in Wien. 1900 wurde er besoldeter Volontär und ließ sich ein Jahr beurlauben, um in München bei Johannes Ranke Anthropologie zu studieren.
Wieder in Wien arbeitete Toldt in der anthropologisch-prähistorischen Sammlung des naturhistorischen Museums, außerdem leitete er verschiedene Ausgrabungen. 1903 wurde er zum Assistenten ernannt, 1904 wechselte er wieder in die zoologische Abteilung, wo er 1915 schließlich zum Kustos der Vögel- und Säugetiersammlung und zum stellvertretenden Direktor der zoologischen Abteilung ernannt wurde.
Nach seinem Ruhestand 1925 zog er nach Innsbruck, wo ihm am histologischen Institut  ein Arbeitsraum zur Verfügung gestellt wurde. Hier war er auch ehrenamtlicher Fachdirektor der Zoologischen Sammlung des Museums Ferdinandeum. Toldt war Mitglied der NSDAP.
Ab 1926 bereiste er Südamerika. 1935 verfasste er sein wissenschaftliches Hauptwerk: Aufbau und natürliche Färbung des Haarkleides der Wildsäugetiere.

## Schriften
- Über eine beachtenswerte Haarsorte und über das Haarformensystem der Säugetiere. In: Annalen des k. k. naturhistorischen Hofmuseums, Bd. 24 (1910), S. 195–268 (zobodat.at [PDF]).
- Über Hautzeichnung bei dichtbehaarten Säugetieren, insbesondere bei Primaten: nebst Bemerkungen über die Oberflächenprofilierung der Säugetierhaut. In: Zoologische Jahrbücher, Bd. 35 (1913), Heft 3, S. 272–350 (zobodat.at [PDF]).
- Beiträge zur Kenntnis der Behaarung der Säugetiere. Wien [ca. 1919].
- Über eine herbstliche Milbenplage in den Alpen. Museum Ferdinandeum, Innsbruck 1923 (Veröffentlichungen des Tiroler Landesmuseums Ferdinandeum; 3).
- Die Bisamratte <Fiber zibethicus L.> : mit besonderer Berücksichtigung ihres Auftretens in Österreich. In: Die Pelztierzucht, Bd. 4/5 (1929), S. 69–73.
- Natürliche Färbungen bezw. Zeichnungen der Säugetierhaut. Der Rauchwarenmarkt, Leipzig 1932.
- Das Haarkleid der Pelztiere. Deutsche Gesellschaft für Kleintier- und Pelztierzucht, Leipzig 1933 (Arbeiten der Reichszentrale für Pelztier- und Rauchwarenforschung; 31; Bibliothek für Kleintier- und Pelztierzucht; 10).
- Aufbau und natürliche Färbung des Haarkleides der Wildsäugetiere. Deutsche Gesellschaft für Kleintier- und Pelztierzucht, Leipzig 1935 (Digitalisat).
- Unnatürliche Schweifdrehung bei der Pelzverarbeitung. Schöps, Leipzig 1937 (Beiträge zur Haar- und Fellkunde; 1) (Kleintier und Pelztier; 13, 1).
- Über die Vielseitigkeit des Säugetierhaarkleides als Gegenstand wissenschaftlicher Forschung. Schöps, Leipzig 1938 (Arbeiten der Reichszentrale für Pelztier- und Rauchwarenforschung; 37).
- (Bearbeitung und Ergänzung): Geschichte der Familie Toldt. Wagner, Innsbruck / München 1940 (Schlern-Schriften; 45).